# Hellas Verona 1903 Calcio a 5
L'Associazione Calcio Hellas Verona 1903 è stata una squadra italiana di calcio a 5 con sede a Verona.

## Storia
Nella sua storia, vanta la partecipazione a sette campionati di massima serie. Nell'estate del 2022 la "A.C. Hellas Verona 1903" è stata incorporata nella "P.D. Olimpia Ponte Crencano". La nuova società ha assunto la denominazione "A.S.D. Olimpia Verona.

## Cronistoria
| Cronistoria dell'Hellas Verona 1903 Calcio a 5 |
| --- |
| - ? · Fondazione della società. - 1989-90 · 1ª nel girone A di Serie A. - Tecnocop - 1990-91 · 5ª in Serie A. - Tecnocop - 1991-92 · 6ª in Serie A. - Tecnocop - 1992-93 · 4ª in Serie A. - Nuova Hellas - 1993-94 · 10ª in Serie A. - Nuova Hellas - 1994-95 · 12ª in Serie A. - Nuova Hellas - 1995-96 · 8ª in Serie A. - Atesina - 1996-97 · 13ª in Serie A. - Atesina - 1997-98 · ? - 1998-99 · ? - 1999-00 · ? - 2000-01 · ? - 2001 · Rifondazione della società A.C. Hellas Verona 1903. - 2001-11 · Attiva nel calcio a 11. - 2011 · Rifondazione della sezione di calcio a 5. - 2011-12 · 3ª nel girone A di Serie D. - 2012-13 · 7ª nel girone A di Serie D. - 2013-14 · 2ª nel girone A di Serie D. Promossa in Serie C2 Veneto. - 2014-15 · 13ª nel girone A di Serie C2 Veneto. Retrocessa in Serie D, viene ripescata. Sconfitta nei play-out dalla Drink Team. - 2015-16 · 9ª nel girone A di Serie C2 Veneto. - 2016-17 · 4ª nel girone A di Serie C2 Veneto. - 2017-18 · 2ª nel girone A di Serie C2 Veneto. Promossa in Serie C1 Veneto. Vince la Coppa Veneto di Serie C2 (1º titolo). - 2018-19 · 8ª in Serie C1 Veneto. Quarti di finale della Coppa Italia regionale. - 2019-20 · 1ª in Serie C1 Veneto. Promossa in Serie B. Finalista della Coppa Italia regionale. - 2020-21 · 2ª nel girone B di Serie B. Quarti di finale dei playoff. Ammessa in Serie A2 per ripescaggio - 2021-22 · 4ª nel girone A di Serie A2. 1º turno dei play-off. Finalista della Coppa Italia di Serie A2. - 2022 · La società viene assorbita dalla Polisportiva Olimpia Ponte Crencano. |